# Karl Ludwig Sand

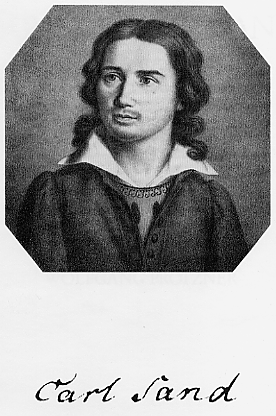
Karl Ludwig Sand

Karl Ludwig Sand (Wunsiedel, Prusia, 5 de octubre de 1795 - Mannheim, 20 de mayo de 1820), fue un joven estudiante de la Universidad de Jena, miembro de la Burschenschaft, que mató a August von Kotzebue por considerarlo traidor a la patria (véase nacionalismo alemán). En esa época existía la Confederación Germánica. Fue juzgado en Mannheim el 10 de noviembre de 1819. Karl Ludwig Sand confesó el crimen, se jactó de haberlo cometido, y negó la existencia de cómplices. Fue condenado a muerte. El emperador de Rusia envió el Gran Duque de Baden un ultimátum en protesta por la demora de la ejecución de la sentencia. Fue ejecutado el 20 de mayo de 1820 y está enterrado en el cementerio de Mannheim, donde también esta enterrada su víctima.
Karl Ludwig Sand fue voluntario contra Napoleón Bonaparte, luchó en la Batalla de Waterloo y estuvo en Francia hasta 1816 con el ejército. Regresó para ser estudiante en la Universidad de Erlangen-Núremberg, y se unió a la Burschenschaft. En 1817 Karl Ludwig Sand se trasladó a la Universidad de Jena, donde fue fundada, en 1815, la primera Burschenschaft compuesta por estudiantes.

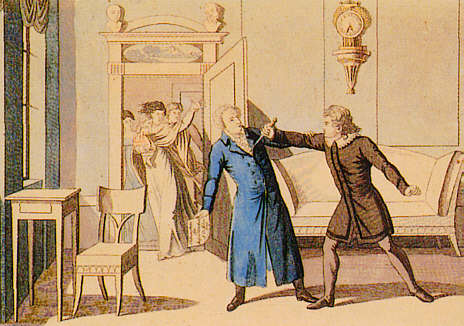
Ilustración del ataque de Sand sobre Kotzebue.

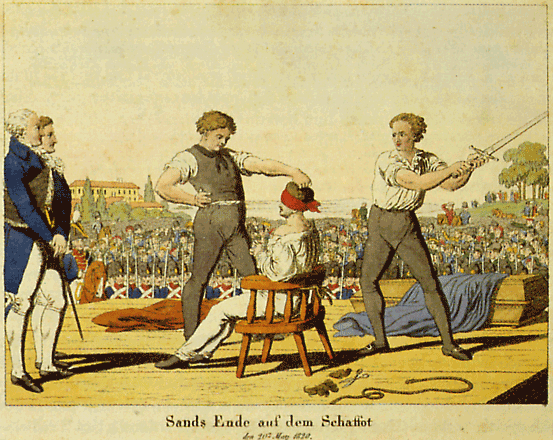
Ejecución de Karl Ludwig Sand.

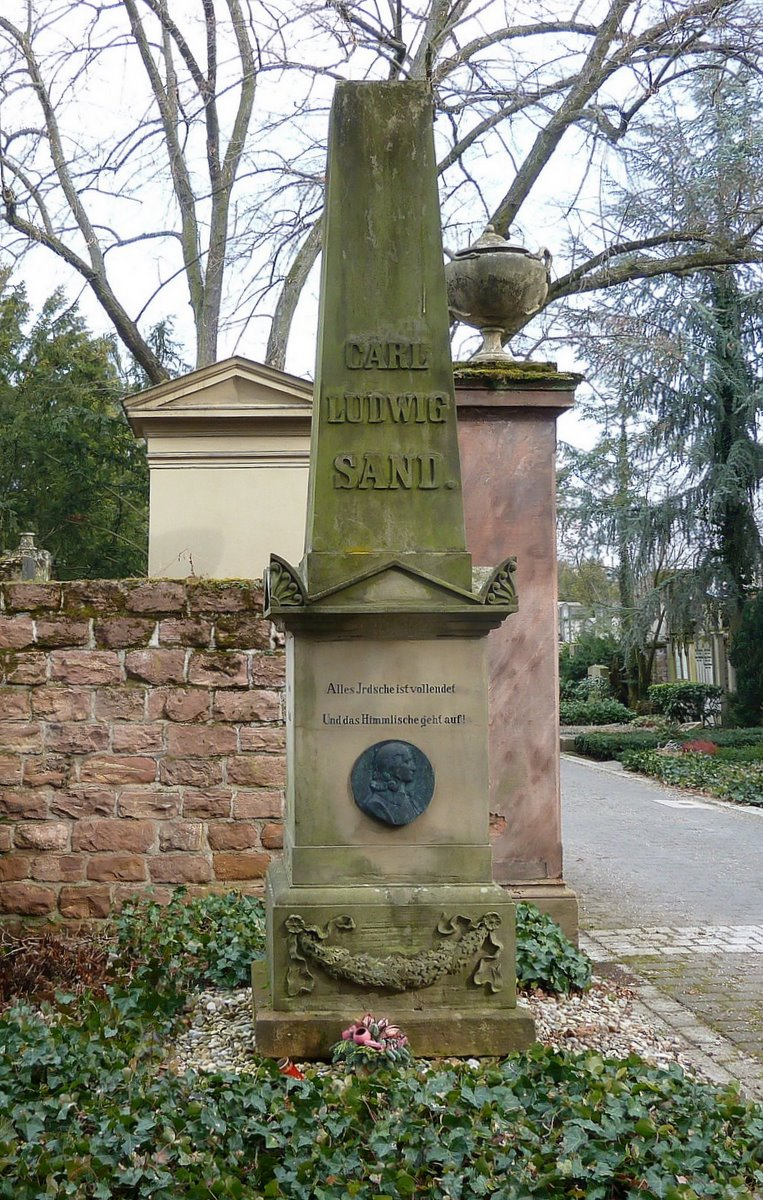
tumba de Karl ludwig Sand en Mannheim

## Informaciones adicionales
Alexandre Dumas escribió sobre la vida de  Sand y publicó extractos de su diario y de sus cartas en  su obra Karl Ludwig Sand,. Alexander Pushkin escribió un poema sobre Sand titulado  "Kinzhal" (La daga). Se han realizado tres películas en Alemania sobre la vida de Sand: Karl Sand en 1964, Sand en 1971, y Die Unbedingten en 2009.
El escritor Thomas Mann en su novela La montaña Mágica describe el acto de Sand como "fanatismo moral" y "odio a la frivolidad de la nobleza" frente al pueblo que sufría, en vez de entusiasmo por la libertad. 